# Кураченков
Кураченков (бел. Курачэ́нкаў) — упразднённый посёлок в Азделинском сельсовете Гомельского района Гомельской области Беларуси.

## География

### Расположение
В 14 км от железнодорожной станции Лазурная (на линии Жлобин — Гомель). 21 км на северо-запад от Гомеля.

### Гидрография
На юге мелиоративный канал, соединённый с рекой Беличанка (приток реки Уза).

## Транспортная сеть
Транспортные связи по просёлочной, затем автомобильной дороге Уваровичи — Гомель. Постройки деревянные усадебного типа.

## История
Основан в начале 1920-х годов переселенцами из соседних деревень на бывших помещичьих землях. В 1931 году жители вступили в колхоз. В 1959 году в составе колхоза имени С. М. Кирова (центр — деревня Азделино).
20 октября 2013 года посёлок Кураченков упразднён.

## Население

### Численность
- 2004 год — 1 хозяйство, 1 житель.

### Динамика
- 1959 год — 67 жителей (согласно переписи).
- 2004 год — 1 хозяйство, 1 житель.